# Hohenwart (Dermbach)
Hohenwart ist ein Ortsteil von Dermbach im Wartburgkreis in Thüringen.

## Lage
Die Ansiedlung Hohenwart liegt an der Landesstraße 2602 vor einem östlichen Waldgebiet, danach befindet sich Stadtlengsfeld. Westlich von Hohenwart liegt Gehaus. Die geographische Höhe des Ortes beträgt 457 m ü. NN.

## Geschichte
Im Jahr 1326 wurde Hohenwart erstmals urkundlich genannt. Der Ort gehörte bis 1803 zur reichsfreien Herrschaft Lengsfeld.
Zum 1. Januar 2019 kam Hohenwart im Zuge der Eingemeindung von Stadtlengsfeld zur Gemeinde Dermbach.
Am 30. Juni 2009 wohnten 38 Einwohner in Hohenwart.